# Synodontia connivens
Synodontia connivens är en bladmossart som beskrevs av Brotherus 1901. Synodontia connivens ingår i släktet Synodontia och familjen Dicnemonaceae. Inga underarter finns listade i Catalogue of Life.